# Richmond (Texas)
Richmond è un comune (city) degli Stati Uniti d'America e capoluogo della contea di Fort Bend nello Stato del Texas. La popolazione era di 11,679 persone al censimento del 2010. Fa parte dell'area metropolitana della Greater Houston. Richmond si trova 15 miglia (24 km) a sud-ovest di Houston.
Anche se è il capoluogo della contea, e contiene la maggior parte degli uffici governativi locali, in realtà è una delle città più piccole della zona. L'adiacente Sugar Land è la più grande città della contea.

## Geografia fisica
Richmond è situata a 29°34′51″N 95°45′47″W (29.580921, -95.763000).
Secondo lo United States Census Bureau, ha un'area totale di 4,3 miglia quadrate (11,1 km²).

## Storia
Nel 1822, un gruppo di coloni di Austin salì sul fiume Brazos, fermandosi vicino all'odierna Richmond, dove hanno costruito una fortezza chiamata "Fort Bend". La città deve il suo nome a Richmond, un distretto di Londra (Inghilterra, Regno Unito), è stata tra le prime 19 città ad essere incorporate durante la breve durata della Repubblica del Texas, nel 1837. I primi abitanti della città includono molte figure di spicco del Texas tradizionale come Jane Long, Deaf Smith, e Mirabeau Lamar, che sono tutti sepolti a Richmond. Il 16 agosto 1889, la città è stato il luogo della "Battaglia di Richmond", una lotta armata che culminò nella guerra Jaybird-Woodpecker, in una faida violenta nel corso dell'era post-ricostruzione per il controllo politico della contea di Fort Bend. Il sindaco dal 1949 fino alla sua morte nel 2012 è stato Hilmar Moore.

## Società

### Evoluzione demografica
Secondo il censimento del 2000, c'erano 11,081 persone.

### Etnie e minoranze straniere
Secondo il censimento del 2000, la composizione etnica della città era formata dal 51,20% di bianchi, il 10,55% di afroamericani, lo 0,63% di nativi americani, il 3,53% di asiatici, lo 0,07% di oceanici, il 31,00% di altre razze, e il 3,01% di due o più etnie. Ispanici o latinos di qualunque razza erano il 58,71% della popolazione.